# Семиволос Олексій Ілліч
Олексій Ілліч Семиволос (17 березня 1912, село Квітки, тепер Корсунь-Шевченківського району Черкаської області — 24 лютого 1986, Кривий Ріг, Дніпропетровської області) — український радянський діяч, новатор виробництва, знаний гірник. Депутат Верховної Ради СРСР 2-4-го скликань.

## Біографія
Народився в селянській родині. З дитячих років наймитував.
З 1929 року працював у Криворізькому басейні на Дніпропетровщині. У 1929—1934 роках — робітник з ремонту шляхів, потім коногон, гірський майстер.
У 1934—1941 роках — бурильник шахти № 10 копальні імені Ілліча тресту «Дзержинськруда» в місті Кривому Розі.
Член ВКП(б) з 1940 року.
У 1940 році виступив ініціатором і впровадив метод швидкісного багатозабійного буріння. Новаторський метод дозволяв бурильникові звільнитися від підсобних робіт і скорочував термін підготовки рудного блоку в три рази. Змінив схему підготовки нарізних вироблень, створив комплексну бригаду з бурильника, скрепериста, кріпильника, підривника і слюсаря. 27 липня 1940 року, при використанні нового методу, був поставлений рекорд, при якому було оббурено 18 забоїв за зміну і виконано 12 норм.
З початком німецько-радянської війни, в жовтні 1941 року разом з іншими шахтарями Кривбасу евакуйований на Південний Урал, на Бакальські копальні Челябінської області РРФСР, де працював бурильником. 6 лютого 1943 року встановив новий рекорд, оббурив за зміну 27 забоїв і виконав план на 4940%. У 1943 році виконав 3,5 річних норми. Всього на Уралі встановив 13 рекордів.
У 1944 році повернувся в місто, де відновлював зруйновані німецькими військами шахти.
У 1944—1956 роках — керуючий копальні (рудника) імені Ілліча тресту «Дзержинськруда» в місті Кривому Розі Дніпропетровської області. У 1956—1972 роках — заступник директора гірничо-збагачувального комбінату, заступник керуючого рудоуправління імені Дзержинського міста Кривого Рогу Дніпропетровської області.
З 1972 року — пенсіонер.

## Пам'ять

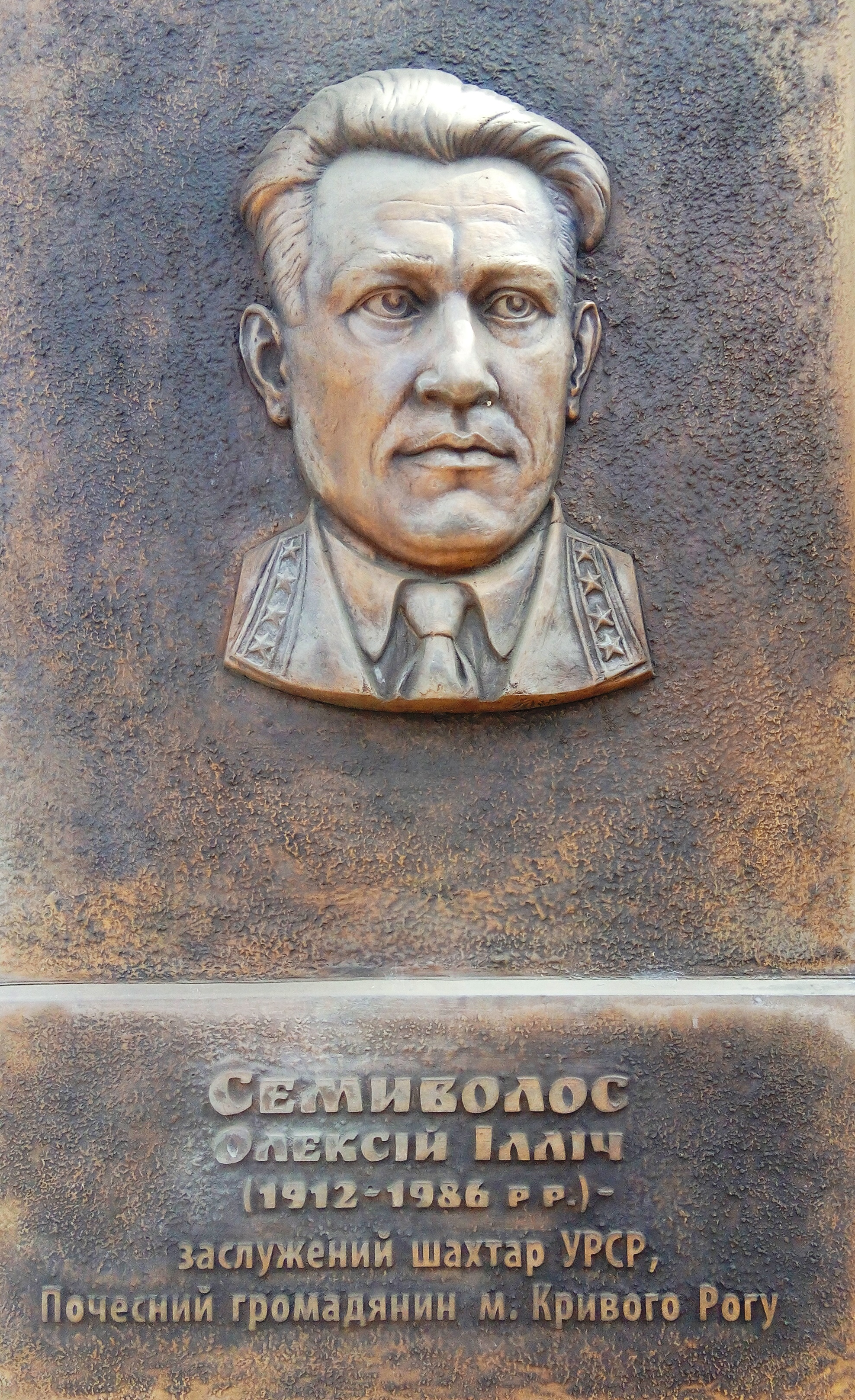
Бронзовий барельєф Олексію Семиволосу на площі 80-річчя Дніпропетровщини

- Бронзовий барельєф Олексію Семиволосу на площі 80-річчя ДніпропетровщиниПам'ятна дошка на фасаді школи № 63 у Кривому Розі[2];
- Пам'ятна дошка на площі імені 80-річчя Дніпропетровської області у Дніпрі[3].

## Нагороди
- два ордени Леніна
- два ордени Трудового Червоного Прапора
- орден Жовтневої Революції
- медалі
- Сталінська премія (1942)
- почесний громадянин міста Кривого Рогу (23.01.1968)
- заслужений шахтар Української РСР